# Fredsbergs mosse
Fredsbergs mosse este o arie protejată (arie specială de conservare — SAC, sit de importanță comunitară — SCI, arie de protecție specială avifaunistică — SPA) din Suedia întinsă pe o suprafață de 706,3 ha, integral pe uscat.

## Localizare
Centrul sitului Fredsbergs mosse este situat la coordonatele 58°43′36″N 14°02′21″E / 58.7267°N 14.0391°E.

## Înființare
Situl Fredsbergs mosse a fost declarat sit de importanță comunitară în decembrie 1998 pentru a proteja 4 specii de animale. Alte tipuri de protecție:
- arie de protecție specială avifaunistică (în decembrie 1998)[2]
- arie specială de conservare (în martie 2011)[1][3][4]

## Biodiversitate
Situată în ecoregiunea boreală, aria protejată conține 4 habitate naturale: Lacuri și iazuri distrofice naturale, Mlaștini turboase de tranziție și turbării mișcătoare, Mlaștini împădurite, Turbării active.
La baza desemnării sitului se află mai multe specii protejate de  păsări (4): cocor (Grus grus), viespar (Pernis apivorus), ploier auriu (Pluvialis apricaria),  cocoș de munte (Tetrao urogallus).